# Mandukasana
Mandukásana dêvanágari मन्दुकासन IAST mandukāsana. É um ásana de torção agachado do ioga.
Em sânscrito, manduka é rã.

## Execução
Coloque o pé direito sobre a coxa esquerda. Pé esquerdo inteiro no chão, joelho esquerdo apontando para cima. Braço esquerdo passa pela frente do joelho elevado e o outro braço por detrás do corpo. Una as mãos.
A variação ardha (incompleta) o pé não fica sobre a coxa.

## Galeria
- Sukha MandukásanaSukha Mandukásana
- Rája MandukásanaRája Mandukásana
- Rája Mandukásana - VariaçãoRája Mandukásana - Variação